# Christian Pouget
Christian Pouget (* 11. ledna 1966 Gap) je bývalý francouzský hokejový útočník. Hrával v německé a francouzské lize a byl dlouholetým reprezentantem země.

## Klubová kariéra
Vyrůstal ve Francii, ale v juniorském věku své hokejové dovednosti rozvíjel i v kanadské juniorské lize (hrál za Trois-Rivières Draveurs v QMJHL). Ve dvaceti letech se vrátil do Francie a hrával nejvyšší soutěž postupně za Rapaces de Gap, Grenoble Métropole Hockey 38, Chamonix Hockey Club a HC Rouen. Jednu sezónu působil také v italské lize v HC Devils Milano. Nejlepší roky odehrál v dresu Adler Mannheim v nejvyšší německé soutěži. Strávil tam tři sezony (od 1996/97 do 1998/99), v nichž třikrát slavil německý titul. V německé lize vstřelil 48 gólů a zaznamenal 91 asistencí. Po jedné sezóně strávené ve druhé švýcarské lize hrával od roku 2000 opět francouzskou soutěž za Grenoble, Chamonix a Mont-Blanc HC, kde v roce 2009 ukončil aktivní kariéru.

## Reprezentační kariéra
Byl členem generace kvalitních francouzských hokejistů (jeho spoluhráči v národním týmu byli např. Philippe Bozon, Denis Perez či Arnaud Briand), která hrávala pravidelně elitní kategorii mistrovství světa i olympijské hokejové turnaje. Účastnil se sedmkrát mistrovství světa kategorie A a také olympiád v letech 1988, 1992 a 1998. Celkem v národním týmu odehrál 87 utkání s bilancí 25 gólů a 28 asistencí.